# Christoph Theusner
Christoph Theusner (* 8. August 1948 in Ost-Berlin; † 25. Juli 2023 in Erfurt) war ein deutscher Musiker, Komponist und Schauspieler. Bekannt wurde Theusner vor allem mit der von ihm gegründeten multinationalen Band Bayon.

## Leben
Christoph Theusner wurde 1948 als Sohn von Egon und Gerda Theusner in Berlin geboren.
Er absolvierte 1968 sein Abitur und wechselte dann nach Weimar für ein Architekturstudium an der heutigen Bauhaus-Universität, welches er 1974 abschloss. Theusner arbeitete kurz in diesem Beruf und wechselte nach seinem Abschluss ins Musikerleben.
Theusner war zweimal verheiratet, beide Ehen wurden geschieden. Er hatte vier Kinder. Die zeitgenössische Künstlerin Ulrike Theusner ist seine Tochter. Theusner lebte bis zu seinem Tod im Alter von 74 Jahren in Weimar.

## Musikalischer Werdegang

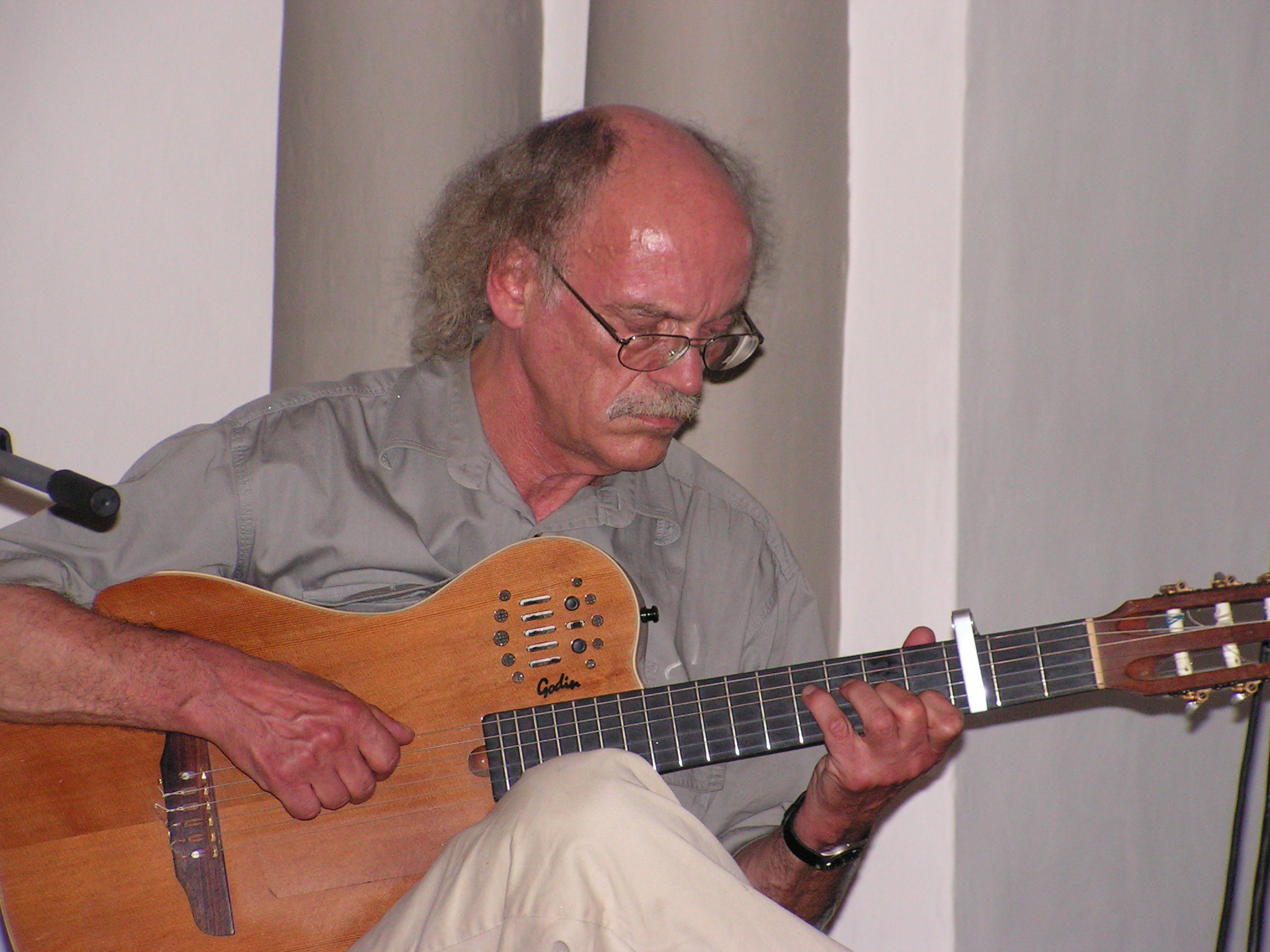
Christoph Theusner, Juli 2010

Bereits als Fünfjähriger wurde Theusner von seinem Vater in den Instrumenten Gitarre und Laute ausgebildet. Anschließend besuchte er die Musikschule Köpenick (Fächer: Gesang, Flöte und Musiktheorie) und bekam Unterricht am Klavier. Nach seinem Umzug nach Weimar wurde Theusner dort Mitglied der Bluesrock-Band Garage Players. Durch den Kontakt mit Kommilitonen aus Kambodscha und Kuba entstand eine neue Gruppe: Theusner empfand die eingängigen Strukturen des Bluesrock bald als unbefriedigend und gründete, unter anderem mit Michael Lehnhardt, Sam Ay Neou und Luis Bayard, die Gruppe Bayon; Sonny Thet kam 1972 dazu.
Die multikulturelle Band Bayon existierte bis zu seinem Tod, wobei die erfolgreichste Zeit in den 1970er und 1980er Jahren lag. Die Besetzung der Band wechselte häufig, nur Theusner und Sonny Thet blieben als Stammmitglieder permanent in der Band und traten zeitweise auch nur als Duo auf.
Bayon und zeitweise Theusner allein traten auch als Studiomusiker und Live-Begleitung anderer Musiker der DDR auf, etwa mit Reinhold Andert oder Kurt Demmler. Er komponierte die Musik für Theaterprojekte, anderem Locomotionen (Modern-Dance-Projekt; Regie: Clement de Wroblewsky) und Gespräch über den Dächern nach Texten von Wolfgang Borchert.
Seit 1979 schrieb Theusner auch Musiken für Film und Schauspiel. Von 1990 bis 1994 war Theusner im DNT Weimar als Kapellmeister für Schauspielmusik fest angestellt. Ab Mitte der 1990er widmete sich Theusner wieder verstärkt seiner Tätigkeit als Komponist für Schauspielinszenierungen, wobei er auch als Live-Musiker in Erscheinung trat, etwa am Landestheater Neustrelitz und am Mittelsächsischen Theater Freiberg.
Auch Bayon wurde mit neuer Besetzung wiederbelebt, es entstanden seitdem mehrere neue CDs. Im Juni 2006 kam es zu einem gemeinsamen Jubiläumskonzert mit der Stern-Combo Meißen in Dresden.

## Diskografie (Auswahl)

### Langspielplatten mit Bayon
- 1977: Bayon (Amiga - 8 55 570)
- 1980: Suite (Amiga - 8 55 772)
- 1986: El Sonido (Amiga - 8 56 139)

### Langspielplatte Solo
- 1989: Echos – Klangbilder (Amiga - 8 56 449)

### CDs mit Bayon
- 1992: Rock aus Deutschland OST – Vol.18 – Bayon (Deutsche Schallplatten GmbH Berlin)
- 1995: Walkin’ Home (Edition BARBArossa 01314-2)
- 1996: Movens In Carmine – Herder (Edition BARBArossa 01336-2)
- 1997: Die Suiten (Buschfunk 0076-2)
- 1997: Gespräch über den Dächern – W. Borchert
- 2002: Live
- 2005: Das Beste (Amiga/Sony BMG Music Entertainment)
- 2008: Tanz der Apsara (Buschfunk 05452)

### CDs Solo
- 2004: Nur wer die Sehnsucht kennt - Goethelieder zur Gitarre (zusammen mit Norico Kimura)
- 2014: Music for a while

### Singles (Bayon)
- 1977: Lautensuite / Haus der Kindheit (Amiga 4 56 240)

## Film- und Bühnenmusiken (Auswahl)

### Filmmusiken (Auswahl)
- 1988: Dschungelzeit
- 1990: Biologie!

### Bühnenmusiken
- Draußen, vor der Tür
- Das Ballhaus
- Der Traktor/Die Schlacht
- Der Erotische Goethe
- Gespräch über den Dächern